# Spearow
Spearow is een Pokémon voorkomend in de regio Kanto, hij is nummer 21 in de Nationale Pokédex.
Hij staat bekend als de Kleine vogel Pokémon. Als hij level 20 heeft bereikt evolueert hij naar Fearow.

## Ruilkaartenspel
Er bestaan negen standaard Spearow kaarten, waarvan twee enkel in Japan uitgebracht zijn. Verder bestaan er nog twee Lt. Surge's Spearow kaarten. Al deze kaarten hebben het type Colorless als element.

### Sprearow (Ex FireRed & LeafGreen 81)
Sprearow (Japans: オニスズメ Onisuzume) is een Colorless-type Basis Pokémon kaart. Hij maakt deel uit van de Ex FireRed & LeafGreen expansie. Hij heeft een HP van 50 en kent de aanvallen Claw en Wing Attack. Wing Attack is een aanval uit de Pokémonspellen, maar Spearow kan die daar niet leren.